# Piper juliflorum
Piper juliflorum é uma espécie de planta do gênero Piper e da família Piperaceae.

## Taxonomia
A espécie foi descrita em 1823 por Carl Friedrich Philipp von Martius e Christian Gottfried Daniel Nees von Esenbeck.
O seguinte sinônimo já foi catalogado:
- Artanthe maximiliani  Miq.

## Forma de vida
É uma espécie terrícola e arbustiva.

## Conservação
A espécie faz parte da Lista Vermelha das espécies ameaçadas do estado do Espírito Santo, no sudeste do Brasil. A lista foi publicada em 13 de junho de 2005 por intermédio do decreto estadual nº 1.499-R.

## Distribuição
A espécie é endêmica do Brasil e encontrada nos estados brasileiros de Espírito Santo e Rio de Janeiro. A espécie é encontrada no domínio fitogeográfico de Mata Atlântica, em regiões com vegetação de floresta ombrófila pluvial e restinga.